# Il sergente Rompiglioni diventa... caporale
Il sergente Rompiglioni diventa... caporale è un film del 1975 diretto da Mariano Laurenti.

## Trama
In cambio di alcune pizze napoletane, il sergente Rompiglioni rivela dei segreti militari della NATO al ristoratore Chang; quest'ultimo, però, è in realtà un agente segreto al servizio della Repubblica Popolare Cinese, che tenterà di smantellare la basi dell'Alleanza Atlantica in Italia. Resosi conto dell'errore, peraltro compiuto in buonafede, Rompiglioni riesce a sventare il piano di Chang per cui, al posto di essere espulso dall'esercito con disonore, verrà "semplicemente" degradato a caporale.

## Produzione

### Riprese
Il film è stato girato tra Livorno, Tirrenia e Marina di Pisa
La caserma è il centro CONI di Tirrenia, ed è la stessa utilizzata dal regista nel suo film Carabinieri si nasce.